# Raoul Hausmann
Raoul Hausmann Bécs, 1886. július 12. – Limoges,  1971. február 1.) osztrák származású német dadaista költő és képzőművész. 

## Élete
A fonetikus verseket író Hausmann személyében egy „dadazófus” tűnt fel Berlinben. Meggyőződéses dadaista volt élete végéig. A berliniek költői termése főleg a fonetikus írások, vagy ahogy a második világháború után nevezik, a „lettrizmus” kifejlesztéséből állt. Emellett fotómontázsokat is készített. Hausmann mindvégig magának követelte a fotómontázs megteremtőjének a címét. A fotómontázsok általában fotográfiai elemeket kapcsolnak össze, de olykor más elemeket is tartalmaznak (különböző nyomtatványok, katalógusok, illusztrált folyóiratok, valamint rajzok, képrészletek, metszetek).

## Művei
- Az emberek és az angyalok a mennyben élnek
- Gurk: Fej és a szöveg kapcsolata
- Korunk szelleme: (1919) A dadaistáknál kedvelt témakör volt az anatómia, és azon belül is a fej megjelenítése, mint a ráció kigúnyolása. A kép az emberi gondolkodás behatároltságát, csököttségét jeleníti meg.
- Művészetkritikus: A dadaisták másik nagy műfaja a karikatúra. A kritikus kezében dárdaként egy nagy toll van.
- Elasticum: (1920)
- Dadaista kézi atlasz: (1920)
- Dada-mozi: (1921) Divathirdetések, gépek, cipők, közeli testrészek, automobilok képeit használta fel. A csoportra igen jellemző „Dada mondta” (Dada siegt) felirat is itt van.
- Tatlin otthon: (1920) Elvben Tatlin jelenik meg, de közvetlenül nem ismerték őt. Ha ismerték volna, akkor nem adtak volna rá fehér inget, mert Tatlin csak a saját maga által gyártott ruhákban volt hajlandó megjelenni. Így az a mondat sem különösebben hiteles, mely az 1920-as dada-vásáron hangzott el: „A művészet halott, éljen Tatlin gépművészete!”